# Liliana Negre de Alonso
Liliana Teresita Negre de Alonso (sinh ngày 18 tháng 5 năm 1954, San Luis) là một chính trị gia Đảng chính trị người Argentina (PJ). Bà giữ chức vụ Thượng viện Argentina, đại diện cho tỉnh San Luis cho đảng phái Peronism Liên bang.
Negre tốt nghiệp với bằng luật tại Đại học Buenos Aires năm 1976 với bằng Thạc sĩ Luật kinh doanh năm 1993 tại Đại học Austral. Bà có sự nghiệp trong hệ thống tư pháp và tại văn phòng công tố viên của nhà nước San Luis, và là một nhà văn. Bà là ứng cử viên cho Phó quốc gia năm 1999.
Negre de Alonso được bổ nhiệm vào Thượng viện vào tháng 3 năm 2001 để hoàn thành nhiệm kỳ của Alberto Rodríguez Saá và được bầu vào Thượng viện vào cuối năm đó, sau đó được bầu lại vào năm 2005. Bà rất thân với thượng nghị sĩ San Luis Adolfo Rodríguez Saá, phản đối các kirchneristas (tín đồ của Néstor Kirchner) của  Front for Victory. Họ đã thành lập một liên minh với những người Peronist khác từ các tỉnh (Peronismo Federal) phản đối phong cách tập trung và độc tài của Kirchners và đại diện cho họ là phó chủ tịch thứ hai của Thượng viện kể từ tháng 2 năm 2008.
Negre de Alonso là một tín đồ Giáo hội Công giáo Rôma của Opus Dei, và đã phản đối tự do hóa luật pháp về tránh thai và phá thai. Bà đứng đầu Mạng lưới hành động toàn cầu của các nhà lập pháp và thống đốc cho cuộc sống và gia đình, tập hợp nhiều nhà lập pháp 'ủng hộ cuộc sống' ở châu Âu và châu Mỹ Latinh. Bà ấy cũng chống lại hôn nhân đồng tính.